# حمام قدیمی یوش
حمام قدیمی یوش مربوط به دوره قاجار است و در شهرستان نور، بخش بلده، دهستان شیخ فضل ا، روستای یوش واقع شده و این اثر در تاریخ ۲۶ اسفند ۱۳۸۶ با شمارهٔ ثبت ۲۲۰۳۳ به‌عنوان یکی از آثار ملی ایران به ثبت رسیده است.